# Elizabeth Ryan
Pour les articles homonymes, voir Ryan.
Elizabeth Montague Ryan, née le 8 février 1892 et morte le 6 juillet 1979, est une joueuse de tennis américaine de l'entre-deux-guerres.
Deux fois finaliste malheureuse à Wimbledon (en 1921 et 1930), elle y détient, avec douze trophées, le record de titres en double dames, glanés en vingt ans de 1914 à 1934. Elle s'est aussi imposée à sept reprises en double mixte. Au cours de sa carrière, elle a détenu les titres de championne de France, d'Angleterre, d'Irlande, du Mexique, d'Autriche, de Tchécoslovaquie, d'Italie et des Nouvelles-Galles.
Ayant connu des ennuis financiers, elle décide de se retirer des compétitions après un 19e succès à Wimbledon en 1934. Installée en Californie, elle se consacre ensuite à l'enseignement du tennis.
Elle est membre du International Tennis Hall of Fame depuis 1972.

## Parcours en Grand Chelem (partiel)
Si l’expression « Grand Chelem » désigne classiquement les quatre tournois les plus importants de l’histoire du tennis, elle n'est utilisée pour la première fois qu'en 1933, et n'acquiert la plénitude de son sens que peu à peu à partir des années 1950.